# K's TRANSMISSION
K's TRANSMISSION（ケーズトランスミッション）は、毎週金曜日21:00-23:00にNACK5で1998年4月3日から放送されている番組。J-POPバンドTHE ALFEEの坂崎幸之助がDJを務めている。通称「Kトラ」。

## 概要
- NACK5において坂崎幸之助はこの番組の以前から、UPTOWN SQUARE(1996年)や、Midnight Rock City -Friday Special-(1996-1998年)の2番組を担当している。
- 交友関係を中心としたゲストも幅広く出演し、基本的に彼より年上のアーティストが出演する場合、J-POP SCHOOLとして番組前半から後半途中までゲストとのトークの時間がとられる。若手アーティスト出演の場合、前半1時間のみの出演となる。
- 生ギターの伴奏でその場で歌う「生歌・生リクエスト」が番組の醍醐味である。
- 基本的に生放送であるが、ライブ当日・音楽番組出演等により、録音放送となることがある。しかしながら本人は録音とは言わず、「察してください」であったり直前の音楽番組出演後では「UFOで飛んできました」などの言い回しを使う。
- オープニング曲：The Brickyard Boogie ／ Steve Wariner
- エンディング曲：いつわりの瞳 (英題：Lyin' Eyes) ／イーグルス

## コーナー
- K's Collection(21:20～)　60年代、70年代の洋楽の中から彼の思い入れのある曲を一曲、彼の解説とともに送る。
- THE ALFEE Information(21:35～)　アルフィーに関する近況情報。棚瀬チーフマネージャーが主にコンサート情報などを伝える。彼が出演できない場合、まれに川原マネージャーが登場したり、坂崎本人が担当する場合もあった。
- 坂崎商店(21:45～)　趣味や関心のあるギター、骨董品、和ガラス、クラシックカメラ、熱帯魚、ネコ、両生・爬虫類、宇宙・UFO等についての質問・疑問をメール、ハガキとともに答える。
- J-POP SCHOOL(22:00～)　下記項目で詳述。

## J-POP SCHOOL
「J-POPの流れを作ってきたアーティスト、ムーブメントや現象、イベント、そんな話をしながら日本の音楽の歩みを探っていこう」というコーナー。講師は坂崎幸之助。監修は田家秀樹。通常、22時ちょうどから22時40分頃まで。毎回あるテーマをもとにそれに関連した曲を4つ選曲し、その頃の話が田家氏の原稿と坂崎本人の記憶により進められる。ここで言うJ-POPとは、日本の歌謡曲という幅広い意味で使われ、特に1960年代、70年代の曲が採りあげられる。番組初期にはアーティスト一人がテーマとして挙げられることが多かったが、最近は様々な切り口からテーマ設定が行われている。
このコーナーをもとにして、次の書籍とCDが発売されている。
- 坂崎幸之助著『坂崎幸之助のJ‐POPスクール』岩波アクティブ新書
- 坂崎幸之助選曲「坂崎幸之助のJ‐POPスクール」東芝EMI
- 坂崎幸之助選曲「坂崎幸之助のJ‐POPスクール 2」東芝EMI

## トピック
- これまで数度、特集が組まれており、2000年の「K's transmission presents 検証！中津川フォークジャンボリー」、2002年の「J-POP SCHOOLスペシャル～浦和ロック伝説～」が日本民間放送連盟賞の優秀賞、2001年の「J-POP SCHOOLスペシャル～イムジン河2001」が最優秀賞を受賞している。
- 2004年4月15日に初めての公開録音が高田馬場のBIGBOXで行われた。ゲストは押尾コータローとKayoko。番組放送は翌日の16日。
- 2005年8月26日、2006年8月25日はお台場フォーク村との連動企画でお台場の会場から生中継された。2005年のゲストはかまやつひろし、清水ミチコ。2006年はTHE ALFEEの32回目のバースデーとして3人そろっての放送となった。
- 2006年9月19日には公開録音が草加市民文化会館で行われた。ゲストには大野真澄、大友康平が呼ばれ、トークとセッションが行われて会場は大いに盛り上がった。番組放送は10月6日。
- 2006年9月22日放送では翌日に吉田拓郎・かぐや姫コンサートインつま恋の中継があるため現地から生放送された。かぐや姫がインタビュー出演。ライブ構成の田家秀樹も出演。
- 週刊坂崎（坂崎・ゲストからのメッセージ、ONAIR曲のリスト、その他インフォメーションが記載された配信サービス）が2006年11月17日放送分（第549回）からネット配信となる。それまでのFAX配信に代わり、NACK5サイト内からのダウンロードが可能となった。
- 2007年11月23日放送で放送回数が500回となり、「ありがとう500回これからもよろしくねSP」と題して放送された。放送内容は坂崎さんとハモろうコーナー、Kトラ カルトクイズ、名場面特集など。
- 2010年7月26日に公開録音「K's Transmission meets NACK de ROCK」が浦和のロイヤルパインズホテルで行われた。これは根本要との番組コラボ企画であり、二人の仲の良い関係が垣間見られた。番組放送は8月20日。
- 2011年3月11日は東日本大震災による交通マヒで普段放送している銀座スタジオに辿り着く事が出来ず、途中に数回電話出演し、残りはアナウンサーによるインフォメーションとTHE ALFEEの曲で埋められた。
- 2012年3月31日に公開録音「午後の幸Char～美味しいGuitarいかが？～」がさいたまスーパーアリーナのTOIROで行われた。ゲストのCharとエレキ・アコギでのセッション&トークで盛り上がった。番組放送は4月13日。
- 2017年2月24日放送では坂崎が風邪のために声が出ず、本人は生出演したものの、桜井賢がオープニングから進行を務めた。途中からは高見沢俊彦も加わり、3人でのにぎやかな放送となった。
- 2017年3月31日放送にて放送開始20年となり、Kトラ検定が行われた。検定合格者にはサイン入り合格証が送られた。
- 2017年7月14日にて放送1000回を迎えた。この放送でも1000回記念Kトラ検定が行われた。
- 2022年11月18日・25日放送は坂崎が新型コロナウイルス感染のため欠席。18日は桜井、25日は高見沢が代理出演した。一方、もう一つのラジオ番組『「坂崎さんの番組」という番組』は事前収録番組ということもあってそのまま放送した。

2024年3月1日放送は坂崎が新型コロナウイルス感染のため欠席。1日は桜井,高見沢が代理出演した。一方、もう一つのラジオ番組『「坂崎さんの番組」という番組』は事前収録番組ということもあってそのまま放送した。